# Цветкович, Мирко
Ми́рко Цве́ткович (серб. Мирко Цветковић; 16 августа 1950, Заечар) — сербский государственный, политический и общественный деятель, экономист, кандидат экономических наук. Премьер-министр Сербии с 7 июля 2008 по 27 июля 2012 года.

## Биография
Мирко Цветкович родился 16 августа 1950 года в небольшом городке Заечар (серб. Зајечар), в восточной Сербии, в бедной семье.
Родители — отец Срболюб, экономист по образованию, и мать Стана. Дед будущего премьер-министра, учитель, был убит в 1941 году в Крагуевце от немецких захватчиков.
Начальную и среднюю школу окончил в Заечаре.
Изучал экономику, закончил экономический факультет Белградского университета (с отличием). Там защитил кандидатскую диссертацию и квалификационную работу на докторскую степень.
Служил в армии.
В 1980-х годах был в числе первых сербских экспертов, работавших советниками Всемирного банка. Был занят в проектах в Пакистане, Индии и Турции.
Цветкович работал в Добывающем Институте в течение десяти лет и затем в Экономическом Институте в течение ещё шести лет, сопровождаемых на семь лет в консультативной фирме и фирме исследования CES Mecon, где он работал как консультант.
Автор ряда научных статей, преимущественно об экономике и финансах.
Он владеет английским языком. Также свободно владеет фортепиано, саксофоном и кларнетом на достаточно высоком уровне.
Называет себя сербским националистом либерально-западнического толка («умеренным националистом») и поддерживает позитивные отношения с руководством Сербской православной церкви. Является сторонником либерально-экономических реформ и европейской интеграции Сербии.
Женат на Зорице Цветкович. В семье двое детей: дочь Ольга и сын Александар.

## Работа Цветковича в Правительстве
После «Бульдозерной революции» с января 2001 года работал как заместитель министра экономики и приватизации. Приглашён в министерство А. Влаховичем, который в это время стал министром. На этом посту Цветкович был одним из ключевых участников реформ, изменивших экономическую систему в Сербии.
С 2003 по 2004 год он был директором Агентства приватизации, под его руководством разработана программа приватизации и осуществлена её техническая подготовка. Сторонники отмечали, что ему поручались самые тяжёлые участки работы. После отставки не делал абсолютно никаких заявлений и не участвовал в общественной жизни, занявшись аналитической и консультационной деятельностью.
В 2007 году, тогда ещё неизвестный широкой публике, по инициативе Бориса Тадича, был назначен министром финансов Сербии, где он способствовал стабилизации бюджета и продолжению экономического развития страны. Это потребовало принятия ряда непопулярных мер и строгой экономии госбюджета. На посту министра также координировал работу фискальных служб и экономическую политику в правительстве, курировал вопросы прогнозирования экономического и социального развития страны, государственного финансового планирования, налоговой и кредитно-денежной политики.

## Премьер-министрСербии

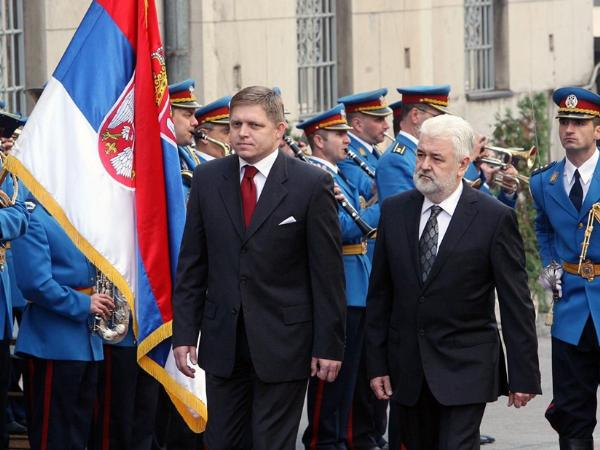
Премьер-министры Словакии Роберт Фицо и Сербии Мирко Цветкович 2008 года в Белграде

27 июня 2008 года Президент Борис Тадич выбрал Цветковича в качестве нового Премьер-министра после парламентских выборов, которые были проведены в мае.
7 июля избран премьер-министром. В результате голосования в парламенте Сербии доверие Цветковичу и его кабинету высказали 127 депутатов парламента. В момент назначения Председателем Правительства — беспартийный.
Премьер-министр Сербии имеет репутацию экономиста-технократа и, как пишет «Политика», не принадлежит к «балканскому типу лидера», будучи скромным, сдержанным и несклонным к повышенной риторике человеком. Цветкович пользуется большим авторитетом среди экономистов и бизнесменов. Поэтому многие специалисты считают, что именно глава правительства такого профиля очень отвечает Сербии, в которой в последние годы экономические реформы практически остановились. Сербские газеты отмечают, что выдвижение эксперта-экономиста на пост главы правительства может оказаться удачным компромиссным решением, способным примирить интересы и амбиции основных членов новообразованной коалиции.
Функционирование нового кабинета министров, по словам Цветковича, строилось на принципах европейской интеграции, борьбе за сохранение косовской автономии в составе Сербии, укреплении экономики и социальной сферы, реформы институций, борьбе с коррупцией и криминалом и исполнении международных обязательств. Он также пообещал ускорить экономические и другие реформы, предусмотренные соглашением с ЕС.
Правительство Цветковича состояло из председателя, заместителей председателя Правительства и министров. В правительстве было четыре заместителя и 25 министров. Состав Правительства был сформирован коалицией из Демократической партии (ДС), Г17+, Социалистической партии Сербии (СПС) и партиями меньшинств.

### Состав правительства М. Цветковича
- Мирко Цветкович — премьер-министр
- Ивица Дачич — первый заместитель председателя Правительства, министр внутренних дел (СПС)
- Божидар Джелич — заместитель председателя Правительства, министр науки (ДС)
- Младжан Динкич — заместитель председателя Правительства, министр экономики (Г17+)
- Йован Кркобабич — заместитель председателя Правительства (ПУПС)
- Вук Еремич — министр иностранных дел (ДС)
- Драган Шутановац — министр обороны (ДС)
- Петар Шкундрич — министр энергетики (СПС)
- Милутин Мрконич — министр инфраструктуры (СПС)
- Горан Богданович — министр по делам Косово и Метохии (ДС)
- Диана Драгутинович — министр финансов (ДС)
- Расим Ляич — министр по социальной политике (СДП)
- Нейбойша Брадич — министр культуры (Г17+)
- Ясна Матич — министр по телекоммуникациям (Г17+)
- Оливер Дулич — министр по защите окружающей среды (ДС)
- Светозар Чиплич — министр по правам человека (ДС)
- Жарко Обрадович — министр просвещения (СПС)
- Милан Маркович — министр по делам местного самоуправления (ДС)
- Слободан Милосавлевич — министр торговли (ДС)
- Боголюб Шиякович — министр по делам религии
- Саша Драгин — министр сельского хозяйства (ДС)
- Томица Милосавлевич — министр здравоохранения (Г17+)
- Снежана Малович — министр юстиции (ДС)
- Снежана Самарджич-Маркович — министр по молодёжи и спорту (Г17+)
- Верица Каланович — министр по национальному инвестиционному плану (Г17+)
- Срджан Сречкович — министр по делам диаспоры (СПО)

### Косово
См. также Международная реакция на провозглашение независимости Косова

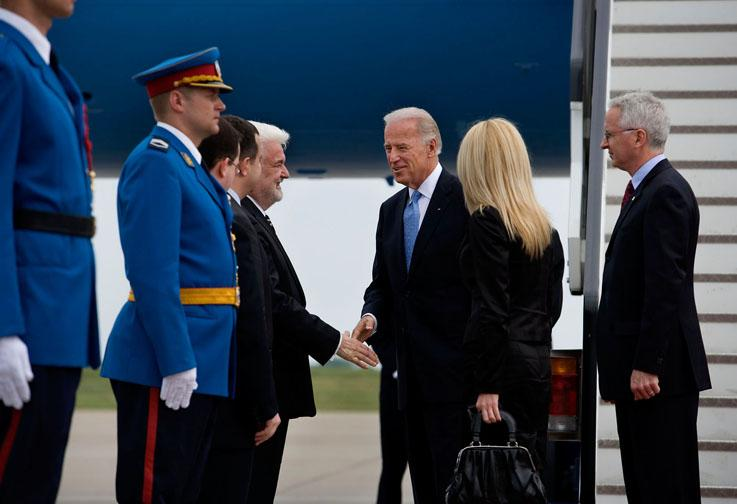
Вице-президент США Джозеф Байден и Премьер-министр Сербии Мирко Цветкович 2009 года в Белграде

Цветкович заступил на пост премьер-министра практически неискушенным в международной политике, поскольку все последние годы занимался исключительно экономическими вопросами.
Цветкович в парламенте заявлял, что он и члены его правительства привержены делу сохранения Косова в составе Сербии: «Между членами коалиции существует полное согласие относительно того, что наше правительство никогда не признает независимости Косова».
Генеральная ассамблея ООН приняла 8 октября 2008 года резолюцию с требованием к Международному суду ООН дать заключение о законности или незаконности одностороннего провозглашения независимости Косово. «Таким способом Сербия, будучи малой страной, попала в самую гущу мировых дипломатических событий», — отметил премьер. По его словам, решение Генассамблеи в целом приведет к «уменьшению политических волнений».
27 ноября 2008 года Совет Безопасности ООН одобрил замену международной миссии в Косове на наблюдателей от Евросоюза, «нейтральной» миссии EULEX. Принятое решение стало возможно после того, как ООН согласилась на выполнение ряда выставленных Белградом условий. В частности европейская миссия при своей работе в Косове должна придерживаться нейтралитета касательно статуса Косова и не руководствоваться в своих действиях планом Ахтисаари.
По словам Цветковича, Сербия будет ответственно и цивилизованно защищать свои интересы в косовском вопросе, при этом сознавая, что «зло может быть побеждено только разумом».

### Социально-экономическая политика
В рамках новой экономической стратегии социально-экономического развития были поставлены следующие задачи: развитие частного бизнеса, реализацию специальны программ финансовой помощи частным региональным предприятиям, инфраструктурное развитие страны (строительство и реконструкция дорог, медицинских, образовательных и спортивных сооружений). В программе правительства упор делался на укрепление принципа распределения государственных средств, создание равных возможностей для всех социальных групп.
Первые 100 дней премьерства Цветковича ознаменовались целым рядом свежих инициатив, которые сербы восприняли очень позитивно. Среди них — новый комплекс конституционных мер для обеспечения прозрачности и ответственности властей перед народом, повышение пенсий на 18 %… Высоко оценили сербы и личность Цветковича, который обещал избирателям «слушать и учиться». В 2008 году. ВВП вырос на 6,1 %(самый высокий рост в регионе), инфляция составила 6,9 %, курс динара оставался стабильным.
«Медовый месяц» Мирка Цветковича, однако, продолжался недолго. Сербия с каждой неделей все больше ощущала на себе последствия мирового роста цен на нефтепродукты и продовольствие. Во своих многочисленных выступлениях Цветкович сетует на то, что экономика страны испытывает на себе последствия мирового кризиса.

### Строительстводорожной инфраструктуры
Правительство обозначило как национальный приоритет модернизацию международных автомобильных и железных дорог, проходящих по территории Сербии.
Для этого проекта потребуется почти два миллиарда евро. На эти средства должен быть завершён участок от Хоргоша на границе с Венгрией до Нови-Сада в Воеводине, затем окружная дорога вокруг Белграда, отрезок от Димитровграда на границе с Болгарией до Ниша в южной Сербии. Кроме того, работы ведутся и на самом тяжелом участке от Прешево на границе с Македонией до Лесковаца на юге Сербии, где дорога должна пройти по трудно доступному Грделичскому ущелью.

### Отношения сРоссией
«В Сербии какое бы ни было правительство, оно будет говорить о традиционной дружбе с русским народом».(Политика. 28 июня 2008 года).
Кремль поздравил Цветковича с избранием и вместе с тем подчеркнул необходимость поддерживать высокий уровень интенсивности сотрудничества и диалога.
Что касается взаимоотношений с Россией, экономические связи будут развиваться — строительство газопровода (самый большой инвестиционный проект России на Балканах) и.т.д.
9 сентября 2008 года Парламент Сербии ратифицировал соглашение по нефтегазовому сотрудничеству с Россией, подписанное 25 января в Москве.
21 декабря 2008 года русские купили 51 % акций сербской компании Нефтяная индустрия Сербии, достигнуты договорённости о строительстве участка газопровода Южный поток и подземного хранилища газа.
Банк Москвы — первая российская кредитная организация, получившая лицензию на банковскую деятельность от Народного банка Сербии в мае 2008 года.
Сербия — одна из стран, с которой Россия подписала соглашение о свободной торговле. До 90 % номенклатуры товаров, реализуемых в рамках двусторонних экспортно-импортных операций, не облагается таможенными сборами.

### Обвинения противХорватииза геноцид над сербами
11 ноября 2008 года правительство Сербии решилось начать процедуру подачи встречного иска в Международный суд ООН против Хорватии за геноцид над сербами. Правительство Цветковича приняло решение о сформировании группы юристов в целях установления истины об этнических чистках и военных преступлениях, совершённых Хорватией на территории страны во время операции «Буря» в 1995 году. Белград воспользуется всем сроком, который ему дал Суд в Гааге, для того, чтобы представить всю истину об ответственности хорватских властей за военные преступления над сербами. Хорватия не признаёт факт этнической чистки на своей территории, в результате которой страну покинули 250 тысяч сербов. Премьер-министр сказал, что встречный иск касается не только преступлений, которые совершены во время агрессии на тогдашнюю Республику Сербскую Краину в 1995 году, но и за преступления, совершённые в период профашистского Независимого государства Хорватия в ходе второй мировой войны.